# Ottendorf-Okrilla
Ottendorf-Okrilla je obec v německé spolkové zemi Sasko. Nachází se v zemském okrese Budyšín a má přibližně 9 900 obyvatel. Počtem obyvatel je největší obcí zemského okresu bez statusu města.

## Historie
Ottendorf byl založen ve středověku jako lesní lánová ves. První písemná zmínka pochází z roku 1357, kdy je uváděn jako Ottindorf. Lokalita, na které byla později založena ves Okrilla, je zmiňována roku 1453 jako die Okryll. Obec s názvem Ottendorf-Okrilla vznikla roku 1921, kdy se spojily do té doby samostatné obce Ottendorf-Moritzdorf a Großokrilla.

## Přírodní poměry
Ottendorf-Okrilla leží na severním okraji zemského hlavního města Drážďany na západním okraji zemského okresu Budyšín. Nejvýznamnějším vodním tokem je řeka Große Röder, do které ústí Kleine Röder. Na severu zasahuje na území obce lesní oblast Laußnitzer Heide. Obcí prochází dálnice A4 a železniční trať Drážďany – Königsbrück, na které leží zastávka Hermsdorf, nádraží Ottendorf-Okrilla Süd, zastávka Ottendorf-Okrilla a nádraží Ottendorf-Okrilla Nord.

## Správní členění
Ottendorf-Okrilla se dělí na 4 místní části:
- Grünberg
- Hermsdorf
- Medingen
- Ottendorf-Okrilla

## Pamětihodnosti
- evangelický kostel v Ottendorfu
- zámek Hermsdorf
- zámek Medingen